# Ministerio de Cultura de la Ciudad de Buenos Aires
El Ministerio de Cultura de la Ciudad de Buenos Aires es el máximo organismo que administra la política en Cultura en la Ciudad de Buenos Aires.

## Funciones
Las funciones del ministerio son las siguientes:
- Diseñar e implementar las políticas, planes y programas tendientes a preservar y acrecentar el acervo cultural.
- Orientar las manifestaciones artístico-culturales promoviendo y realizando actividades de formación especializada en estas Aéreas.
- Promover las actividades culturales de interés comunitario.
- Diseñar e implementar políticas, normas, proyectos y obras que tengan por objeto el desarrollo y preservación del patrimonio de la Ciudad Autónoma de Buenos Aires, así como de su infraestructura cultural.
- Supervisar el funcionamiento y participar en la elaboración de la programación artística del Teatro Colón y del Complejo Teatral de la Ciudad de Buenos Aires.
- Fomentar y estimular la creación artística y el desarrollo científico a través del reconocimiento económico y el estímulo al mérito.

## Organigrama
El Ministerio está compuesto de la siguiente forma:
Ministro de CulturaEnrique Avogadro
Unidad de Auditoría InternaLeonora Alejandra Carnazzoli
- Subsecretaria de Políticas Culturales y Nueva Audiencia: Luciana Blasco
  - Director General de Enseñanza Artística: Marcelo Birman
  - Director General de Libro, Bibliotecas y Promoción de la Lectura: Javier Martínez
  - Director General de Centro Cultural General San Martín: Diego Carlos Pimentel
  - Director General de Centro Cultural Recoleta: Federico Coulin
- Subsecretaria de Gestión Cultural: Viviana Cantoni
  - Directora General de Festivales y Eventos Centrales: Silvia Tissembaum
  - Director General de Promoción Cultural: Marcelo Iambrich
  - Director General de Patrimonio, Museos y Casco Histórico: Guillermo Antonio Alonso
  - Director General de Música: Carlos Di Palma
- Director General de Técnica, Administración y Legal: Diego Héctor Álvarez Saéz
- Director General del Complejo Teatral: Jorge Telerman
- Directora General del Teatro Colón: María Victoria Alcaraz

## Nómina de ministros
| N.º | Ministro                  | Partido | Partido               | Periodo                                           | Jefe de Gobierno          |
| --- | ------------------------- | ------- | --------------------- | ------------------------------------------------- | ------------------------- |
| 1   | María Sáenz Quesada       |         | Independiente         | 7 de agosto de 1996 - 28 de abril de 1998         | Fernando de la Rúa        |
| 2   | Darío Lopérfido           |         | Unión Cívica Radical  | 28 de abril de 1998 - 10 de diciembre de 1999     | Fernando de la Rúa        |
| 3   | Teresa de Anchorena       |         | Independiente         | 10 de diciembre de 1999 - 7 de agosto de 2000     | Enrique Olivera           |
| 4   | Jorge Telerman            |         | Partido Justicialista | 7 de agosto de 2000 - 10 de diciembre de 2003     | Aníbal Ibarra             |
| 5   | Gustavo López             |         | Unión Cívica Radical  | 10 de diciembre de 2003 - 7 de marzo de 2006      | Aníbal Ibarra             |
| 6   | Silvia Fajre              |         | Independiente         | 7 de marzo de 2006 - 10 de diciembre de 2007      | Jorge Telerman            |
| 7   | Hernán Lombardi           |         | Unión Cívica Radical  | 10 de diciembre de 2007 - 10 de diciembre de 2015 | Mauricio Macri            |
| 8   | Darío Lopérfido           |         | Unión Cívica Radical  | 10 de diciembre de 2015 - 6 de julio de 2016      | Horacio Rodríguez Larreta |
| 9   | Ángel Mahler              |         | Independiente         | 18 de julio de 2016 - 12 de diciembre de 2017     | Horacio Rodríguez Larreta |
| 10  | Enrique Avogadro          |         | Propuesta Republicana | 12 de diciembre de 2017 - 7 de diciembre de 2023  | Horacio Rodríguez Larreta |
| 11  | Gabriela Bárbara Ricardes |         | Propuesta Republicana | 7 de diciembre de 2023 - "en el cargo"            | Jorge Macri               |